# Panenteism
Panenteism (av grek. pan "allt", en "i" och theos "gud") är en uppfattning inom religionsfilosofin, som menar att Gud både omfattar hela universum och transcenderar detsamma. Begreppet myntades ursprungligen av Karl Christian Friedrich Krause. Den förstnämnda tanken, likställandet av Gud och universum, har hämtat inspiration från panteismen. Den senare tanken, att Gud även är något mer och större än universum, är snarare teistisk. Likheten med teismen stärks av att panenteister ofta menat att det är möjligt att ha en personlig relation till Gud, på ett sätt som inte är förenligt med den konventionella förståelsen av panteismen.
Andra filosofer som hävdat uppfattningar som kan beskrivas som panenteistiska är Ibn 'Arabi, Christopher Jacob Boström och Charles Hartshorne.

## Panendeism
Begreppet panendeism myntades år 2000 av Larry Copling. Tanken är snarlik panenteismen, men representanter för inriktningen ifrågasätter vad man menar är en "mytisk" eller "teistisk" Gudsbild bland de traditionella panenteisterna.  Larry Copling hävdar också att den egna gudsuppfattningen, som inte menas utgöra en religion, är mer i linje med naturvetenskapen och kvantfysiken. 

## Kritik
Fysikern Robert G. Brown har kritiserat panendeismen med ett argument som i lika delar träffar den traditionella panenteismen. Han menar att föreställningen om en Gud som i någon mening är större än universum innefattar en felaktig definition av universum, eftersom "universum" per definition innebär "allt som existerar," inklusive Gud. Han menar att det man i så fall måste syfta på är "kosmos", förstått som en avgränsad del av universum, tillgänglig för mänsklig observation.

## Fotnoter
1. ↑  John Culp (4 december 2008, väsentlig revision 5 februari 2013). ”Panentheism, artikel i Stanford Encyclopedia of Philosophy”. http://plato.stanford.edu/entries/panentheism/. Läst 15 januari 2015.
2. ↑  ”PanenTheism vs. PanenDeism”. Arkiverad från originalet den 10 januari 2015. https://web.archive.org/web/20150110082220/http://panendeism.webs.com/. Läst 15 januari 2015.
3. ↑  Larry Copling. ”Panendeism FAQ”. http://www.panendeism.com/FAQ.html. Läst 15 januari 2015.
4. ↑  Robert G. Brown (6 februari 2014). ”Panendeism”. https://www.phy.duke.edu/~rgb/Philosophy/god_theorem/god_theorem/node28.html. Läst 15 januari 2015.